# 渋谷物語
『渋谷物語』（しぶやものがたり）は、2005年3月に公開されたヤクザ映画。
戦後の渋谷で暴力団の結成から解散までを中心に繰り広げた実録、安藤昇の生涯を描く。

## 概要
戦後日本の裏社会を駆け抜けた男・安藤昇の若き日の姿を本人による原作『激動』を基に描いた実録ドラマ。国のために一度は捨てた命を、終戦直後から奇跡の復興の経済成長の時代へと突入する昭和30年代までを「弱者を排斥する巨悪に対する怒り」をもって立ち向かった男の生き方を描いている。

## ストーリー
1945年、特攻隊の生き残りとして復員して来た安藤昇は、新宿の闇市でかつての仲間たちと再会、命知らずの抗争を繰り広げ、やがて渋谷に進出。界隈を仕切るヤクザを次々に撤退、1952年、青山通りに“渋谷興業”を開く。1956年には大芸能イベント“歌う桜祭り”を成功させ、全国にその名を轟かせる。そんな中、安藤は暴利を貪る卑劣極まりない財界人・中井秀麿とそのバックに君臨する天野政道の存在を知り、天誅を下すべく戦いを挑むが……

## スタッフ
- 原作・企画・特別出演：安藤昇
- 監督：梶間俊一
- 脚本：石松愛弘、田部俊行
- 音楽：吉川清之
- 撮影：池田健策
- 助監督：金祐彦
- 技斗：二家本辰巳
- ガンエフェクト：栩野幸知
- 現像：東映ラボ・テック
- 製作者：黒澤満
- プロデューサー：石井徹、小島吉弘、榊田茂樹
- 制作プロダクション：東映東京撮影所
- 製作・配給：東映ビデオ

## キャスト
- 安藤昇：村上弘明
- 大原泰子：南野陽子
- 佐藤奈々子：遠野凪子
- 野田宏：山路和弘
- 西山誠：升毅
- 古賀秀雄：四方堂亘
- 庄田勝：金山一彦
- 花形敬：嶋尾康史
- 中井秀鷹：風間トオル
- 藤原達夫：榎木孝明
- 天野政道：津川雅彦
- 高見清人：永島敏行
- 三崎清次：菊池隆則
- 森山正志：小瀬川理太
- デカ市：永澤俊矢
- 蔡：伊東貴明
- 山内組長：誠直也
- 相川純也：渡辺裕之
- 河津利三郎：松方弘樹
- 本人：安藤昇（特別出演）
- 浜田晃、石田太郎、小林勝彦、伊藤高、山田明郷、鄭龍進、平野貴大、沢井小次郎、池田政典、永倉大輔、松永博史、窪寺昭、菊池隆志、マーク武蔵、江藤大我、浜田大介、好井ひとみ、永松恵子、松原渓、三浦敦子　ほか